# C.O.D. (film, 1932)
Pour plus de détails, voir Fiche technique et Distribution.
C.O.D est un film britannique réalisé par Michael Powell, sorti en 1932.

## Synopsis
Peter, entré dans une maison qu'il croit vide pour y trouver à manger, se retrouve face à une jeune femme qui propose de le payer pour qu'il l'aide à se débarrasser du corps de son beau-père, qui gît mort dans la bibliothèque. Après un certain nombre de péripéties, la jeune femme sera innocentée, le coupable démasqué, et le corps enterré comme il se doit.

## Fiche technique
- Titre original : C.O.D.
- Réalisation : Michael Powell
- Scénario : Ralph Smart
- Direction artistique : Frank Wells
- Photographie : Geoffrey Faithfull
- Production : Jerome Jackson
- Société de production : Westminster Films
- Société de distribution : United Artists Corporation
- Pays d’origine :  Royaume-Uni
- Langue originale : anglais
- Format : noir et blanc — 35 mm — 1,37:1 — son Mono
- Genre : comédie
- Durée : 64 minutes
- Date de sortie :
  - Royaume-Uni : 22 août 1932

## Distribution
- Garry Marsh : Peter Craven
- Hope Davey : Frances
- Arthur Stratton : Briggs
- Sybil Grove : Mme Briggs
- Roland Culver : Edward
- Peter Gawthorne : Policier
- Cecil Ramage : Vyner
- Bruce Belfrage : Philip

## Autour du film
- C.O.D. est un acronyme pouvant signifier "Cause of Death" (cause de la mort) mais aussi "Cash on Delivery" (paiement à la livraison).